# Eucalyptus percostata
Eucalyptus percostata är en myrtenväxtart som beskrevs av Murray Ian Hill Brooker och P. Lang. Eucalyptus percostata ingår i släktet Eucalyptus och familjen myrtenväxter. Inga underarter finns listade i Catalogue of Life.